# Go-Uda
Imperador Go-Uda (後宇多天皇, [[[1267]] — 1324] Erro: {{japonês}}: texto da transliteração contém caractere não latino (pos 19) (ajuda)) foi o 91º imperador do Japão, na lista tradicional de sucessão.

## Vida
Antes de sua ascensão ao Trono do Crisântemo seu nome pessoal era Yohito. Foi o segundo filho do Imperador Kameyama, sua mãe foi  Fujiwara no Saneko do ramo Toin do Clã Fujiwara.
Yohito tornou-se príncipe herdeiro em 1268. Em 1274, no 15º ano do reinado de Kameyama este abdica  e a sucessão foi recebida por seu filho Yohito. que se tornaria o Imperador Go-Uda.  Go-Uda reinou de 1274 a 1287. Neste período Kameyama continuou a exercer o poder como imperador em clausura. 
Durante o seu reinado, as mal sucedidas invasões mongóis do Japão ocorreram: a primeira em 1274 e novamente em 1281. Embora conseguissem estabelecer uma cabeça de ponte em Hakata, Kyushu, foram expulsos num curto espaço de tempo. Pouco depois, justamente quando o Kaneyama tinha reorganizado seu governo, um boato se espalhou de que ele estava tramando contra o Bakufu. O boato se originou dos partidários do Go-Fukakusa na Corte ou do próprio Bakufu temendo o potencial poder do ex-imperador.
Em 1275 o Príncipe Hirohito filho do ex-Imperador Go-Fukakusa foi nomeado príncipe herdeiro de seu primo. Este foi o resultado de um acordo político arquitetado pelo pai de Hirohito,Go-Fukakusa.
Em 1287 Go-Fukakusa ainda estava insatisfeito com o fato de que sua própria linhagem (a Jimyōin-in) não controlar o trono, enquanto que a linhagem de seu irmão mais novo Kameyama (a Daikakuji-in) estava no controle, a ponto de convencer o Bakufu e a Corte Imperial para obrigar Go-Uda a abdicar em favor do filho de Hirohito (o futuro Imperador Fushimi), com isso Go-Fukakusa se tornou Imperador em Clausura, pois o  Bakufu suspendeu a Regra de clausura de Kameyama, passando-a a Go-Fukakusa.
Em 1289 Kameyama tomou outro duro golpe quando o Príncipe Koreyasu (filho do ex-shogun Munetaka, ele próprio filho de Go-Saga), foi acusado de conspirar contra o Bakufu e foi enviado de volta para Kyoto. Com isso o sétimo filho de Go-Fukakusa, Príncipe Imperial Hisaaki tornou-se o oitavo shogun de Kamakura, aos treze anos de idade, fortalecendo a posição de sua linhagem. Nessa época, um membro de uma casa samurai exilado durante o Incidente Shimotsuki atacou a residência imperial e tentou assassinar Fushimi. Kameyama, foi responsabilizado por esta intriga, e quase foi confinado em Rokuhara, como ocorrera no Incidente Jōkyu. Apenas um apelo especial permitiu-lhe escapar a esse destino. Isso fez com que Kameyama abandonasse tudo e se tornasse um monge budista, juntando-se a seita Zen, o que facilitou a penetração do zen-budismo na Corte, ajudando em 1291, o estabelecimento do budista Nanzen-ji em Quioto.
A luta entre a Jimyōin-in e a Daikakuji-in pela posse do Trono do Crisântemo continuou. Após a abdicação de Go-Uda, a Daikakuji-in controlaria o trono entre 1301 e 1308 (durante o reinado do Imperador Go-Nijo) e novamente a partir de 1318 no Período Nanboku-chō quando se formou a Corte do Sul que ficou conhecida como linhagem legítima.
Go-Uda foi imperador em clausura durante o reinado de Go-Nijo, entre 1301 e 1308, e novamente a partir de 1318, quando seu segundo filho Go-Daigo assumiu o trono até 1321, quando Go-Daigo passou a governar diretamente.
Em 1324 Go-Uda morre aos 58 anos de idade. Ele é tradicionalmente venerado em um memorial no santuário xintoísta em Quioto. A Agência da Casa Imperial designa este local como Mausoléu de Go-Uda. E que é oficialmente chamado  Rengebuji no misasagi.

## Daijō-kan
- Sesshō, Kujō Tadaie, 1274
- Sessho, Ichijō Ietsune, 1274 - 1275
- Sessho, Takatsukasa Kanehira, 1275 - 1278
- Kanpaku, Takatsukasa Kanehira, 1278 - 1287
- Kampaku, Nijō Morotada, 1287 - 1289
- Daijō Daijin, Tokudaiji Sanemoto, 1274 - 1275
- Daijō Daijin, Kasannoin Michimasa, 1275 - 1276
- Daijō Daijin, Takatsukasa Kanehira, 1276 - 1277
- Daijō Daijin, Takatsukasa Mototada, 1277 - 1287
- Sadaijin, Ichijō Ietsune, 1274 - 1275
- Sadaijin, Nijō Morotada, 1276 - 1287
- Udaijin,  Nijō Morotada, 1274 - 1276
- Udaijin, Kujō Tadanori, 1276 - 1287
- Naidaijin, Kasannoin Morotsugu, 1274 - 1275
- Naidaijin, Konoe Iemoto, 1276 - 1287